# Markus Fäßler
Markus Fäßler (* 4. März 1980 in Dornbirn) ist ein österreichischer Politiker (SPÖ) und seit 2025 Bürgermeister der Stadt Dornbirn.

## Leben und Schule
Fäßler wuchs im Dornbirner Stadtteil Hatlerdorf auf. Er ist verheiratet.
Er besuchte die Volks- und Hauptschule sowie den Polytechnischen Lehrgang. 2000 absolvierte er den Präsenzdienst beim ABC-Abwehrzug in Bregenz.

## Berufliche Tätigkeit
Von 1995 bis 1999 absolvierte er eine Lehre zum Schlosser und schloss diese 1999 mit der Gesellenprüfung ab und war von 1999 bis 2005 Schlosser in Fahrzeugbaubetrieben. Von 2005 bis 2006 war er Angestellter in einem Gastrogroßhandel.

## Politische Tätigkeit
2006 bis 2017 war er für die SPÖ Regionalsekretär bei der Gewerkschaft der Privatangestellten. Von 2017 bis 2025 Leiter des Renner-Instituts Vorarlberg sowie Organisationssekretär in der Landesgeschäftsstelle der SPÖ Vorarlberg.
2005 zog er erstmals in die Stadtvertretung ein. 2018 wurde er Stadtrat, zuletzt für Straßen- und Wegebau und -erhaltung, Verkehrseinrichtungen und öffentliche Beleuchtung, Wasserwirtschaft und Wasserbau und Wildbach- und Lawinenverbauung. 
Bei den Gemeindevertretungs- und Bürgermeisterwahlen 2025 erreichte die SPÖ Dornbirn unter Fäßler den dritten Platz in der Gemeindevertretung hinter der ÖVP und der FPÖ. In der Bürgermeisterdirektwahl zog er gemeinsam mit Julian Fässler von der ÖVP in die Stichwahl ein. Diese konnte er am 30. März 2025 für sich entscheiden. Fäßler ist seit 9. April 2025 Bürgermeister Dornbirns. Er ist auch der erste Bürgermeister in Dornbirn in der zweiten Republik, welcher nicht Mitglied der ÖVP ist bzw. überhaupt der erste sozialdemokratische Bürgermeister in Dornbirn, seit in der Stadt Dornbirn Bürgermeister tätig sind (1849).